# Felix Sandman
Felix Sandman (Värmdö, 25 oktober 1998) is een Zweeds acteur en zanger.

## Biografie
Sandman begon als zanger bij de boysband FO&O. Nadat de groep splitte in 2017 timmerde hij aan een solocarrière. Met zijn eerste soloplaat Every Single Day nam hij deel aan Melodifestivalen, de Zweedse preselectie voor het Eurovisiesongfestival 2018. Hij werd derde in zijn voorronde en stootte via de tweedekansronde alsnog door naar de finale, waar hij uiteindelijk de tweede plaats in de wacht sleepte. Het nummer bereikte de eerste plaats van de Zweedse hitlijst en op het Songfestival zelf mocht hij de Zweedse punten bekend maken.
In 2019 speelde hij een van de hoofdrollen in de serie Quicksand, die via Netflix te volgen is. Eind 2019 was hij ook te zien in de Noorse serie Hjem til jul, waarin hij Jonas speelde.
- International Standard Name Identifier: 0000 0004 6654 9098
- MusicBrainz: c49cb8c4-939d-4812-ad7e-49b17498e9fb